# Cerkiew Matki Boskiej Nieustającej Pomocy w Warszawie
Cerkiew Matki Boskiej Nieustającej Pomocy – cerkiew prawosławna, znajdująca się niegdyś w Warszawie na rogu ulic Lindleya i Oczki.

## Historia
Cerkiew wzniesiono w latach 1900–1902 według projektu Józefa Dziekońskiego z przeznaczeniem na świątynię szpitalną dla prawosławnych pacjentów i lekarzy pobliskiego Szpitala Dzieciątka Jezus oraz innych warszawskich szpitali.
Po odzyskaniu niepodległości przez Polskę cerkiew została sprofanowana, a następnie w jej budynku prowizorycznie zorganizowano kościół rzymskokatolicki (według innego źródła księża orioniści, którym przekazano cerkiew, nie zaadaptowali świątyni na cele kultu katolickiego).
W 1927 roku cerkiew została zburzona. Pozostawiono jedynie sąsiadujący z nią budynek prawosławnego dziekanatu duszpasterstwa chorych. W miejscu świątyni w latach 50. XX wieku wzniesiono gmach Kliniki Ortopedycznej Szpitala Dzieciątka Jezus

## Architektura
Cerkiew wzniesiona została na planie krzyża greckiego z tryforium dzwonnicy ponad głównym wejściem, w którym znajdowały się trzy dzwony, posiadała jedną półokrągłą kopułę umieszczoną na ośmiobocznym przeszklonym bębnie. Zbudowano ją podobnie jak kaplicę Dzieciątka Jezus, z czerwonej cegły. Niewielki budynek cerkwi, bardzo skromnie wyposażony, mógł pomieścić podczas nabożeństwa ok. 300 wiernych.
Świątynia wyróżniała się na tle powstałych w tym samym okresie obiektów tego typu, gdyż reprezentowała nietypowy styl neoromański, który ówczesna warszawska prasa opisywała jako średniowieczny nadwiślański a nie narodowy rosyjski. 